# Moschea di As-Sabaq
La moschea di As-Sabaq (in arabo مسجد السبق‎?), si trova a Medina, in Arabia Saudita, a sud della moschea del Profeta, e vicino all'omonima fermata del SAPTCO. Ai tempi del Profeta il posto era destinato alle corse dei cavalli.